# Rotgesichtscharbe
Die Rotgesichtscharbe (Urile urile, Syn.: Phalacrocorax urile) ist eine Vogelart aus der Gattung Urile innerhalb der Familie der Kormorane. Die blauschwarz gefärbte Art besiedelt die Küsten  des nördlichen Pazifik von Japan bis Alaska. Sie  brütet in kleinen Kolonien und ernährt sich vorwiegend von Fischen und Krebsen. Die IUCN führt die Art als nicht gefährdet (least concern).

## Aussehen
Rotgesichtscharben erreichen eine Kopf-Rumpf-Länge von 71 bis 89 Zentimetern und eine Flügelspannweite von maximal 122 Zentimetern.  Das Gewicht liegt zwischen 1644 und 2552 Gramm. Die Art weist einen Geschlechtsdimorphismus auf, die Männchen sind durchschnittlich etwas größer als die Weibchen. Die Tiere der japanischen Population sind zudem kleiner als die auf den Aleuten und im südlichen Alaska lebenden Tiere.
Adulte Vögel gleichen im Aussehen der eng verwandten Meerscharbe, sind jedoch größer und tragen mehr rote Gesichtshaut. Der Schnabel ist an der Spitze schwarz, an den Seiten gelblich gefärbt und wird zum Kopf hin hellgrau, an der Basis weist er einen blauen Fleck auf. Wie die Meerscharbe trägt auch die Rotgesichtscharbe zwei Schöpfe  an Kopf und Nacken, diese sind jedoch länger und kräftiger ausgebildet als bei der erstgenannten Art. Die zur Brutzeit vorhandenen weißen Federn an Hals und Flanken werden nach der Brut gemausert, die Vögel sind dann einheitlich schwarz gefärbt.
Jungvögel sind an Rücken und Hals dunkelbraun, an Bauch und Kehle hellbraun. Die Gesichtshaut ist noch nicht rot gefärbt, sondern braun und auch der Schnabel zeigt noch eine graue Färbung.

## Verbreitung und Lebensraum

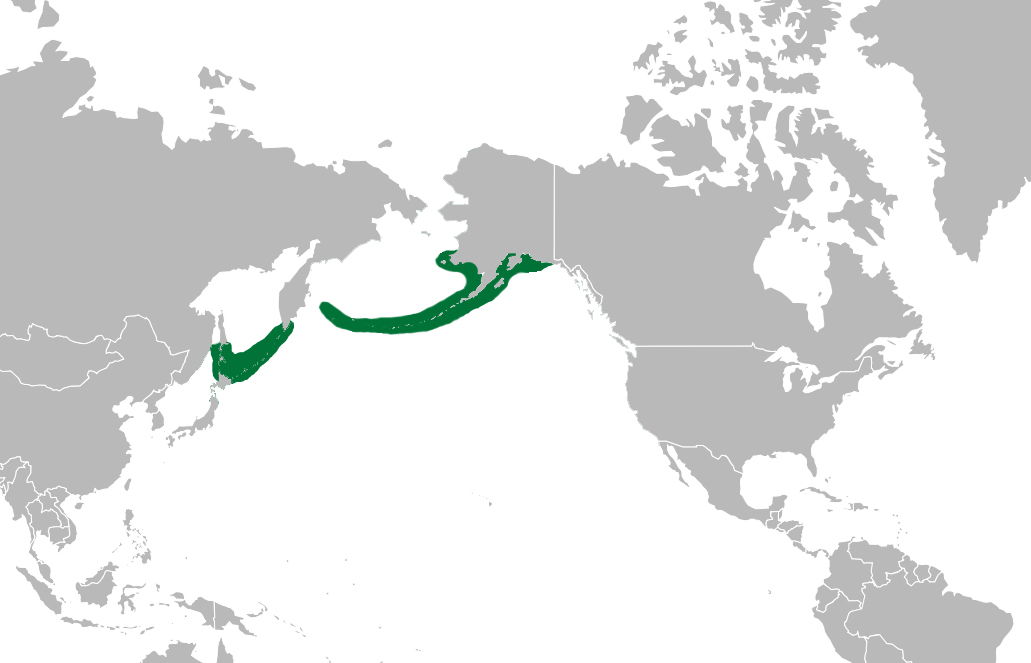
Brutgebiet der Rotgesichtscharbe

Das Verbreitungsgebiet der Rotgesichtscharbe erstreckt sich im nördlichen Pazifik von Hokkaidō, Japan, über die Aleuten bis zum südlichen Alaska. Besonders hohe Bestandsdichten werden im Bereich von Tangwäldern erreicht.
Die Art lebt rein marin und besiedelt vor allem felsige Küsten und Inseln.

## Nahrung
Hauptbestandteil der Nahrung sind kleine Fische und Krebse. Rotgesichtscharben bevorzugen Gewässer mit felsigem Untergrund und Tangwälder für die Jagd, anders als die im selben Lebensraum vorkommende Meerscharbe sucht sie ihre Nahrung jedoch fast ausschließlich in Bodennähe. Wie alle Kormorane fängt die Art ihre Beute bevorzugt tauchend, indem sie sie unter Wasser schwimmend verfolgt und fängt.
Da das Gefieder des Rotgesichtscharbe Wasser aufnimmt, muss es nach einem Tauchgang getrocknet werden. Wie die meisten Kormorane breitet die Art dazu ihre Flügel aus und lässt das Gefieder durch die Sonne oder Wind trocknen.

## Brutverhalten
Der Beginn der Brutzeit liegt zwischen Mai und Juni, die japanische Population beginnt wegen der günstigeren klimatischen Verhältnisse etwas früher mit der Brut.
Die Art brütet in kleinen  Kolonien, die häufig in denen anderer Seevogelarten liegen. Bevorzugte Nistplätze sind Klippen und Felsvorsprünge, auf denen ein vor allem aus  Algen und Gras bestehendes Nest errichtet wird. Dieses wird mit  Federn ausgepolstert und mit Exkrementen verfestigt.
Die Größe des Geleges kann zwischen 3 und 7 Eiern liegen. Die Brutdauer beträgt  etwa 25 Tage. Den nach dem Schlupf nackten Küken wachsen nach einigen Tagen schwarze Daunen. Etwa 60 Tage nach dem Schlupf sind die Jungvögel flügge.

## Zugverhalten
Die Art ist im südlichen Teil des Verbreitungsgebiets ein Standvogel, es kommt lediglich  nach der Brutzeit zu Dismigration von Jungvögeln.  Die nördliche Population zieht im Winter nach Süden und kann dabei ebenfalls die japanischen Gewässer erreichen.

## Gefährdung und Schutz
Die IUCN führt die Art als nicht gefährdet (least concern). Die Art hat ein großes Verbreitungsgebiet und leidet weniger als andere Seevögel unter der Überfischung von Schwarmfischen wie Sardinen und Heringen. Die zahlreichen Kolonien liegen in oftmals wenig erschlossenen und unwirtlichen Gegenden und drohen daher nicht durch menschlichen Einfluss zerstört zu werden.